# Vauchamps (Doubs)
Vauchamps és un municipi francès situat al departament del Doubs i a la regió de Borgonya - Franc Comtat. L'any 2007 tenia 124 habitants.

## Demografia

### Població
El 2007 la població de fet de Vauchamps era de 124 persones. Hi havia 41 famílies de les quals 8 eren unipersonals (8 homes vivint sols), 8 parelles sense fills i 25 parelles amb fills.
La població ha evolucionat segons el següent gràfic:
Habitants censats

### Habitatges
El 2007 hi havia 46 habitatges, 42 eren l'habitatge principal de la família, 1 era una segona residència i 3 estaven desocupats. Tots els 46 habitatges eren cases. Dels 42 habitatges principals, 37 estaven ocupats pels seus propietaris, 2 estaven llogats i ocupats pels llogaters i 3 estaven cedits a títol gratuït; 1 tenia dues cambres, 3 en tenien tres, 6 en tenien quatre i 32 en tenien cinc o més. 37 habitatges disposaven pel capbaix d'una plaça de pàrquing. A 11 habitatges hi havia un automòbil i a 28 n'hi havia dos o més.

### Piràmide de població
La piràmide de població per edats i sexe el 2009 era:
| Homes | Edats   | Dones |
| ----- | ------- | ----- |
| 0     | 95 o +  | 0     |
| 0     | 90 a 94 | 0     |
| 0     | 85 a 89 | 0     |
| 0     | 80 a 84 | 0     |
| 0     | 75 a 79 | 4     |
| 4     | 70 a 74 | 4     |
| 0     | 65 a 69 | 0     |
| 0     | 60 a 64 | 4     |
| 0     | 55 a 59 | 0     |
| 4     | 50 a 54 | 0     |
| 12    | 45 a 49 | 8     |
| 8     | 40 a 44 | 12    |
| 4     | 35 a 39 | 4     |
| 0     | 30 a 34 | 0     |
| 0     | 25 a 29 | 0     |
| 4     | 20 a 24 | 8     |
| 12    | 15 a 19 | 4     |
| 4     | 10 a 14 | 16    |
| 0     | 5 a 9   | 4     |
| 4     | 0 a 4   | 0     |

## Economia
El 2007 la població en edat de treballar era de 86 persones, 66 eren actives i 20 eren inactives. De les 66 persones actives 63 estaven ocupades (33 homes i 30 dones) i 3 estaven aturades (1 home i 2 dones). De les 20 persones inactives 2 estaven jubilades, 13 estaven estudiant i 5 estaven classificades com a «altres inactius».
Activitats econòmiques
Dels 3 establiments que hi havia el 2007, 1 era d'una empresa de fabricació d'altres productes industrials, 1 d'una empresa de construcció i 1 d'una empresa de comerç i reparació d'automòbils.
L'únic servei als particulars que hi havia el 2009 era una fusteria.
L'any 2000 a Vauchamps hi havia 6 explotacions agrícoles.

## Equipaments sanitaris i escolars
El 2009 hi havia una escola elemental integrada dins d'un grup escolar amb les comunes properes formant una escola dispersa.

## Poblacions més properes
El següent diagrama mostra les poblacions més properes.